# Bader Al-Mutawa
Bader Ahmed Al-Mutawa - em árabe, بدر أحمد المطوع (Cidade do Kuwait, 5 de janeiro de 1985) é um futebolista profissional kuwaitiano que atua como atacante.

## Carreira
Revelado pelo Qadsia em 2001, Al-Mutawa é um dos principais jogadores da história do clube, com mais de 400 partidas oficiais disputadas e também ultrapassando os 270 gols na carreira. Pelos aurinegros, foi campeão nacional 8 vezes.
Fora de seu país, atuou em um jogo pelo Qatar SC em 2007 e em 2011 disputou 19 partidas pelo Al-Nassr, tendo feito 9 gols. Em 2012 passou por um período de testes no Nottingham Forest e embora tivesse impressionado o treinador Sean O'Driscoll, não assinou com o clube inglês por não ter obtido uma licença de trabalho.

## Carreira internacional
Bader Al-Mutawa representou a Seleção Kuwaitiana de Futebol nas edições de 2004, 2011 e 2015 da Copa da Ásia.
É o recordista em partidas disputadas pelo Kuwait e também o atleta que mais jogou por uma seleção na história (196, desde 2003), feito que foi reconhecido pela FIFA em junho de 2022. Em junho de 2021, o jogo contra o Bahrein foi o 185º da carreira de Al-Mutawa, ultrapassando o egípcio Ahmed Hassan, que entrou em campo 184 vezes por sua seleção.

## Títulos
Qadsia
- Campeonato Kuwaitiano: 2003–04, 2004–05, 2008–09, 2009–10, 2010–11, 2011–12, 2013–14, 2015–16
- Copa do Emir (Kuwait): 2003–04, 2006–07, 2009–10, 2011–12, 2012–13, 2014–15
- Copa do Príncipe Herdeiro: 2003–04, 2004–05, 2005–06, 2008–09, 2012–13, 2013–14, 2017–18
- Supercopa do Kuwait: 2009, 2011, 2013, 2014, 2018, 2019
- Copa da Federação: 2008, 2008–09, 2010–11, 2012–13, 2018–19
- Copa Al-Khurafi: 2002–03, 2005–06
- Copa do Golfo: 2005
- Copa da AFC: 2014

Seleção Kuwaitiana
- Copa das Nações do Golfo: 2010
- Campeonato da WAFF: 2010

### Individuais
- Artilheiro da Copa das Nações do Golfo de 2010 (3 gols)
- Maior Artilheiro Internacional do Mundo pela IFFHS: 2010 (15 gols)